# Wezuperbrug
Wezuperbrug is een dorp in de gemeente Coevorden, provincie Drenthe (Nederland). Het dorp is grotendeels gelegen aan de noordzijde van het Oranjekanaal, drie kilometer ten westen van Schoonoord en het Ellertsveld. Het dorp heeft 210 inwoners. Wezuperbrug beslaat een oppervlakte van 81 hectare.

## Geschiedenis
Het dorp is ontstaan nadat er op deze plek een brug werd aangelegd over het Oranjekanaal dat in 1861 werd geopend. Er kwam een laad- en loskade, waarbij zich de eerste bewoners vestigden. Een deel van de bewoners bestaat uit enkele grote families. Er is enige dorpsuitbreiding met nieuwbouwwoningen.

## Bedrijvigheid en voorzieningen
De plaats heeft een dorpshuis voor activiteiten bijeenkomsten of vergaderingen van het dorp.
Bij het dorp is vakantiepark 'Kuierpad' gevestigd, een camping en activiteitspark van het Molecaten-concern. Aan de zuidzijde van de Wezuperbrug ligt een mini-camping met de naam GoedVertoef.